# NGC 5853
NGC 5853 је спирална галаксија у сазвежђу Волар која се налази на NGC листи објеката дубоког неба.
Деклинација објекта је + 39° 31' 22" а ректасцензија 15h 5m 53,2s. Привидна величина (магнитуда) објекта NGC 5853 износи 13,7 а фотографска магнитуда 14,5. NGC 5853 је још познат и под ознакама UGC 9707, MCG 7-31-30, CGCG 221-27, IRAS 15039+3942, PGC 53894.